# Mitch Cairns
Mitch Cairns (* 1984 in Camden (New South Wales)) ist ein australischer Maler.

## Leben und Werk
Cairns ist Absolvent der National Art School in Sydney. 2003 gewann er den Gruner Landscape Prize der Art Gallery of New South Wales in Sydney. 2005 wurde ihm das Stipendium Clitheroe Foundation Painting Scholarship in Sydney zuerkannt. 2006 gewann er den Waverley Art Prize, ebenfalls in Sydney. 2012 erhielt er das Reisestipendium Brett Whiteley Travelling Art Scholarship. Cairns kandidierte zudem vier Mal für den Archibald Prize in den Jahren 2013 (Finalist) sowie 2014 und 2015 (beide Male mit lobenden Erwähnungen, highly commended); mit dem Porträt seiner Lebensgefährtin Agatha Gothe-Snape gewann er den Preis im Jahr 2017. Das Gemälde befindet sich heute in der Sammlung der Monash University.